# Danthonia rugoloana
Danthonia rugoloana là một loài thực vật có hoa trong họ Hòa thảo. Loài này được Sulekic mô tả khoa học đầu tiên năm 1999.